# Герб Радиславки
Герб Радиславки — офіційний символ села Радиславка, Рівненського району Рівненської області, затверджений 26 листопада 2021 р. рішенням сесії Олександрійської сільської ради.
Автори — А. Гречило та Ю. Терлецький.

## Опис герба
У золотому полі, розбитому чорними лініями на бджолині стільники, червоний стовп, на якому дві срібні квітки яблуні з золотими осердями, а між ними — срібний розширений хрест.

## Значення символів
Бджолині стільники символізують працьовитість мешканців села та щедрі урожайні землі. Квіти яблуні характеризують розвинуте садівництво. Волинський хрест підкреслює приналежність до Рівненщини.